# Jean Carnahan
Jean Anne Carpenter Carnahan (Washington, D.C., 20 de dezembro de 1933 – 30 de janeiro de 2024) foi uma política norte-americana. Filiada ao Partido Democrata, foi Senadora dos Estados Unidos pelo estado de Missouri entre 2001 a 2002. Tornou-se Senadora após ser indicada para o cargo pelo Governador Roger Wilson, que a escolheu para ocupar a vaga aberta por Mel Carnahan, esposo de Jean que foi postumamente eleito para o Senado, convertendo-se na primeira Senadora pelo Missouri.

## Carreira
Em 1951, Jean tornou-se a primeira de sua família a concluir o ensino médio. Em 1954, casou-se com Mel Carnahan, filho do Representante A. S. J. Carnahan. O casal teve quatro filhos: Roger, Russ, Robin e Tom. Em 1955, Carnahan obteve um Bachelor of Arts em negócios e administração pública pela Universidade George Washington. Em seguida, além de suas responsabilidades como dona de casa, Carnahan também foi uma oradora pública e autora.
Quando seu marido disputou eleições em Missouri, Carnahan desempenhou um ativo papel em suas inúmeras campanhas, redigindo discursos e criando uma extensa base de dados catalogada de apoiadores e doadores em potencial.  Mel Carnahan foi empossado Governador em 1993, e Jean usou suas atribuições como Primeira-Dama para ajudar a implementar a imunização obrigatória das crianças, e organizou projetos para promover a aproximação das crianças à cultura e à arte.
Mel Carnahan concorreu ao Senado em 2000, mas morreu em um acidente aéreo duas semanas antes da eleição. A legislação estadual impedia mudanças nas cédulas de votação um mês antes da eleição de novembro, e o Governador Wilson prometeu indicar a viúva caso os democratas recebessem mais votos. Mel foi eleito postumamente, e Jean foi empossada no Senado em 3 de janeiro de 2001. Em 2002, Carnahan concorreu à reeleição, mas foi derrotada em uma acirrada disputa. Desde que saiu do Congresso, Carnahan manteve-se ativa na política partidária, em particular promovendo candidaturas de mulheres.
Jean morreu em 30 de janeiro de 2024, aos noventa anos.